# Tour de Elk Grove
El Tour de Elk Grove (también llamado: Alexian Brothers Tour of Elk Grove) fue un festival de ciclismo que se celebraba en la ciudad de Elk Grove (Illinois, Chicago) y sus alrededores, en el mes de agosto.
Este festival de ciclismo tenía 3 días de duración y fue creado en 2006 donde se disputaban diferentes carreras de similares características, desde juveniles a másteres así como también competiciones femeninas.
La carrera masculina sin limitación de edad, de la que ya se había disputado una edición aislada en 2004, fue puntuable para el USA Cycling National Racing Calendar (excepto en el 2007) y a partir del 2011 pasó a formar parte del calendario internacional americano como prueba 2.2 (última categoría del profesionalismo). En principio fue de una sola etapa y a partir del 2007 se desarrolló con una etapa contrarreloj, una en ruta y la última etapa en un circuito en la ciudad. Para la edición de 2012 la carrera ascendió la categoría 2.1 ya dejando de puntuar para el USA Cycling National Racing Calendar.
Un conflicto entre los organizadores con la Federación de Estados Unidos y la UCI, terminó en que la carrera se disputara por última vez en 2013. El Tour de Elk Grove finalizaba un domingo y dos días después comenzaba el Tour de Utah, con lo cual varios de los principales ciclistas asistían a las dos carreras. La habilitación que recibieron los organizadores del Tour de Utah de agregar una etapa a su carrera, comenzando el lunes, llevó al alcalde de Elk Grove Village, Craig Johnson a cancelar la carrera, ya que los tiempos no daban para que los ciclistas finalizaran el domingo en Elk Grove y volaran a Utah para largar el lunes.

## Tour de Elk Grove femenino
La femenina, creada en 2007, siempre ha sido amateur y puntuable para el USA Cycling National Racing Calendar (excepto en el 2007).
Sus dos primeras ediciones fueron de una sola etapa de 60 km, sus dos siguientes de dos etapas independientes y desde 2011 carrera por etapas formada por tres etapas. Su primera etapa coincide con la última de la masculina sin limitación de edad.

## Palmarés

### Masculino
En amarillo: competición amateur.
| Año  | Ganador            | Segundo               | Tercero             |
| ---- | ------------------ | --------------------- | ------------------- |
| 2004 | Eric Wohlberg      | ?                     | ?                   |
| 2005 | No se disputó      | No se disputó         | No se disputó       |
| 2006 | Hilton Clarke      | Christian Vande Velde | Gordon Fraser       |
| 2007 | Nathan O'Neill     | Mike Friedman         | Timothy Duggan      |
| 2008 | David Veilleux     | Hilton Clarke         | Tom Zirbel          |
| 2009 | Karl Menzies       | Brent Bookwalter      | Tom Zirbel          |
| 2010 | Jonathan Cantwell  | David Veilleux        | Karl Menzies        |
| 2011 | Luis Romero Amaran | Robert Sweeting       | Chad Haga           |
| 2012 | François Parisien  | John Murphy           | Andy Jacques-Maynes |
| 2013 | Elia Viviani       | Ryan Anderson         | John Murphy         |

### Femenino
En amarillo: competición amateur.
| Año              | Ganadora           | Segunda            | Tercera            |
| ---------------- | ------------------ | ------------------ | ------------------ |
| 2007             | Catherine Cheatley | Laura Van Gilder   | Kelly Benjamin     |
| 2008             | Kristen Meshberg   | Jeannie Kuhajek    | Anne Meyer         |
| 2009 (Carrera 1) | Laura Van Gilder   | Jeannie Kuhajek    | Catherine Walberg  |
| 2009 (Carrera 2) | Joelle Numainville | Laura Van Gilder   | Kristen Meshberg   |
| 2010 (Carrera 1) | Jennifer Purcell   | Laura Van Gilder   | Lauren Tamayo      |
| 2010 (Carrera 2) | Carrie Cash Wooten | Laura Van Gilder   | Samantha Schneider |
| 2011             | Leah Kirchman      | Anne Samplonius    | Janel Holcolmb     |
| 2012             | Jade Wilcoxson     | Alison Powers      | Anne Samplonius    |
| 2013             | Shelley Olds       | Joëlle Numainville | Alison Powers      |

## Palmarés por países
| País      | Victorias |
| --------- | --------- |
| Australia | 4         |
| Canadá    | 3         |
| Cuba      | 1         |
| Italia    | 1         |

| País           | Victorias |
| -------------- | --------- |
| Estados Unidos | 6         |
| Canadá         | 2         |
| Australia      | 1         |